# Nenad Šestan
Nenad Šestan (Zadar, 1970.), hrvatski psihijatar, neurobiolog, neuroznanstvenik, neurogenomičar, genetičar i komparativni medicinar i dopisni član HAZU

## Životopis
Rođen je 1970. u Zadru. Godine 1995. diplomirao je na Medicinskom fakultetu Sveučilišta u Zagrebu, a 1999. je obranio disertaciju iz područja neurobiologije na Sveučilištu Yale (Ph. D.). Svoju znanstvenu karijeru nastavio je na Yaleu kao poslijedoktorand i kasnije kao nastavnik. Istraživački interes profesora Šestana kreće se unutar područjā razvojne neuroznanosti, neurogenomike i poremećaja razvoja ljudskog mozga. Trenutno je redovni profesor u trajnom zvanju na odjelima za neuroznanost, genetiku, psihijatriju i komparativnu medicinu te u Zavodu za razvoj djeteta (Yale Child Study Center) Sveučilišta Yale. Prof. Šestan član je Kavli instituta za neuroznanost i gostujući profesor na Medicinskom fakultetu Sveučilišta u Zagrebu. Objavio je više od 70 radova u vodećim svjetskim časopisima i poglavlja u knjigama s više od 6.000 citata u WoS-u (h-indeks = 32). Više od 20 godina član je međunarodnog Društva za neuroznanost (Society for Neuroscience). Trenutno je jedan od glavnih voditelja više institucijskih BrainSpan i psychENCODE konzorcija pod pokroviteljstvom Nacionalnih instituta za zdravstvo Sjedinjenih Američkih Država (National Institutes of Health – NIH). Voditelj je i nekoliko drugih projekata pod pokroviteljstvom NIH-a, Simons fondacije i Kavli instituta za neuroznanost. Prof. Šestan dobitnik je nekoliko važnih međunarodnih nagrada i priznanja u području neuroznanosti i psihijatrije, među kojima su Krieg Cortical Discoverer, McDonnell Scholar, NARSAD Distinguished Investigator, Krieg Cortical Kudosi NARSAD Young Investigator. Tijekom studija u Zagrebu dobio je sveučilišnu stipendiju i Rektorovu nagradu.Dugogodišnji doprinos profesora Šestana istraživanju normalnog i poremećenog razvoja mozga ostavio je trajan i dubok trag u svjetskoj znanosti, a posebno je zaslužan za razvoj i unaprjeđenje istraživanja i usavršavanja novih znanstvenika u području neuroznanosti u Hrvatskoj. Svečano je proglašen za dopisnog člana HAZU 9. lipnja 2016. godine.
2019. godine pojavio se na popisu "deset ljudi bitnih u znanosti za tekuću godinu" Nature's 10 američkoga znanstvenog časopisa Naturea.

## Vanjske poveznice
- YouTube
- ResearchGate
- Nenad Šestan ORCID